# José Ramos-Horta
José Manuel Ramos-Horta GColIH • GCL (Díli, 26 de dezembro de 1949) é um político e jurista timorense, e atualmente o 7º presidente cuja tomada de posse ocorreu em 20 de maio de 2022; tendo exercido também funções como 4.º presidente do país de 20 de maio de 2007 a 20 de maio de 2012. Inicialmente fora o porta-voz da resistência timorense no exílio durante a ocupação indonésia entre 1975 e 1999. Sequencialmente, foi ministro de Negócios Estrangeiros de Timor-Leste desde a independência em 2002.

## Vida e obra
Nascido de mãe timorense, de nome Natalina Ramos Filipe Horta, e pai português (exilado em Timor), foi educado numa missão católica em Soibada. Devido à atividade política pró-independência, esteve exilado por um ano (1970-1971) durante a época colonial em Moçambique.
Considerado como moderado, ocupa o cargo de Ministro das Relações Exteriores no governo autoproclamado em 28 de Novembro de 1975, apenas com 25 anos de idade. Deixou Timor-Leste apenas três dias antes da invasão indonésia, em viagem até Nova Iorque para apresentar às Nações Unidas o caso timorense. Aí expõe a violência perpetrada pela Indonésia na ocupação do território, tornando-se o representante permanente da Fretilin na ONU nos anos seguintes.
Em Dezembro de 1996, José Ramos-Horta partilha o Nobel da Paz com o compatriota bispo Carlos Filipe Ximenes Belo. O Comité Nobel laureou-os pelo contínuo esforço para terminar com a opressão vigente em Timor-Leste, esperando que o prémio despolete o encontro de uma solução diplomática para o conflito em Timor-Leste com base no direito dos povos à autodeterminação.
José Ramos Horta estudou Direito Internacional na Academia de Direito Internacional de Haia, nos Países Baixos (1983) e na Universidade de Antioch (Estados Unidos) onde completou o mestrado em Estudos da Paz (1984), bem como uma série de outros cursos de pós-graduação sobre a temática do Direito Internacional e da Paz. Em outubro de 2000 foi investido, juntamente com D. Ximenes Belo e Xanana Gusmão, como doutor «Honoris causa» pela Universidade do Porto (por proposta da respetiva Faculdade de Letras).
Em 2003, José Ramos Horta apoiou a invasão do Iraque pelas tropas anglo-norte-americanas, criticando o regime ditatorial de Saddam Hussein e a Al Qaeda, lembrando que Osama bin Laden tinha justificado o ataque terrorista de Bali entre outros argumentos com o facto de Timor-Leste ter sido supostamente vítima de ataques contra o Islão pelos países ocidentais (a Indonésia tem a maior população islâmica no mundo).

## Carreira governamental
Foi Ministro dos Negócios Estrangeiros no I Governo Transitório de Timor-Leste e II Governo Transitório de Timor-Leste, liderado pelas Nações Unidas, de 2000 a 2002 e no I Governo Constitucional, de 2002 a 2006.
No fim de junho de 2006, renunciou ao cargo de Ministro de Negócios Estrangeiros e da Defesa ao saber que o questionado primeiro-ministro Mari Alkatiri permaneceria no cargo.
Após a crise que culminou na renúncia de Alkatiri, assumiu em 8 de Julho de 2006 o cargo de primeiro-ministro, junto com Estanislau da Silva como vice-primeiro-ministro e Rui Araújo como segundo vice-primeiro-ministro.
José Ramos-Horta era apontado pela imprensa portuguesa como um dos sucessores de Kofi Annan no cargo de secretário-geral da ONU. Ramos-Horta não confirmou o seu interesse no cargo, mas também não excluiu a hipótese.
Na segunda volta das eleições de 9 de maio de 2007, Ramos-Horta foi eleito Presidente da República de Timor-Leste, em disputa com Francisco Guterres, o Lu Olo, sucedendo a Xanana Gusmão no cargo. Terminou o seu mandado em 2012, sendo seguido por Taur Matan Ruak.
Desde Outubro de 2014 é presidente do Painel Independente de Alto Nível para as Operações de Paz da ONU e co-Presidente da Comissão Internacional sobre o Multilateralismo.
Em 2015, foi noticiado que pertence à Maçonaria, tendo sido iniciado numa loja de Águeda, em Portugal, integrada na Grande Loja Legal de Portugal. Teve como padrinhos Nuno da Câmara Pereira e António Inverno.
Na eleição ocorrida em abril de 2022, foi novamente eleito como presidente, vencendo o atual mandatário, Francisco Guterres.

### Atentado
Na manhã de 11 de fevereiro de 2008 foi alvejado no estômago, durante um ataque armado à sua casa. O ataque foi perpetrado pelo grupo dissidente das forças armadas liderado pelo major Alfredo Reinado, que foi morto no ataque.

## Honras
- Doutor Honoris causa pela Universidade do Porto (2000)
- Doutor Honoris causa pela Victoria University, Austrália (2001)[6]
- Grau de Grã-Cruz da Ordem da Liberdade de Portugal (9 de junho de 1998)[7]
- Grau de Grande-Colar da Ordem do Infante D. Henrique de Portugal (13 de novembro de 2007)[7]
- Doutor Honoris causa pela Gyungwoon University of Busan, Coreia do Sul (25 de Junho de 2018)
- Prémio da Lusofonia - Prémio Carreira (2019) [8]
- Grau de Grande-Colar da Ordem de Camões de Portugal (31 de outubro de 2022)[7]
- Medalha Amílcar Cabral da Guiné-Bissau (18 de julho de 2025)[9]